# Sons of Anarchy
Sons of Anarchy ist eine US-amerikanische Dramaserie von Kurt Sutter über den fiktiven Motorradclub Sons of Anarchy Motorcycle Club Redwood Original (wird in der Serie oft als SAMCRO abgekürzt oder weiter zu Sam Crow verballhornt). Die Handlung der Serie ist lose an Shakespeares Drama Hamlet angelehnt.

## Handlung
Die grundsätzliche Handlungskonstellation von Sons of Anarchy ist inspiriert von Hamlet, einem Drama von William Shakespeare – genauer: dem dort thematisierten Konflikt zwischen Throninhaber und Thronfolger. Schauplatz der Handlung ist Charming, eine fiktive Kleinstadt nahe Oakland in Nordkalifornien. Hauptakteur der Serie ist Jackson „Jax“ Teller, zu Beginn noch der Vizepräsident des Motorradclubs (MC), der beginnt, die Methoden und Sichtweisen des Clubs und dessen Präsidenten Clay Morrow, der gleichzeitig Jax’ Stiefvater ist, in Frage zu stellen. Zur Tarnung seiner umfangreichen kriminellen Aktivitäten und als Operationsbasis betreibt der Motorradclub in Charming eine seriöse Kfz-Werkstatt für Autos und Motorräder. Hier unterhält der Club auch sein Vereinsheim mit angegliedertem Konferenzraum für offizielle Besprechungen und Abstimmungen. Zu den regelmäßigen Einnahmequellen des Clubs gehören Begleitschutzdienstleistungen für Lkw-Transporte und Schutzgelderpressungen. Außerdem betätigt sich der Club im illegalen Waffenhandel in der gesamten Region, wobei die Waffen u. a. von der Real Irish Republican Army geliefert werden. Die für die Bekämpfung des illegalen Waffenhandels zuständige Bundesbehörde ATF ermittelt deshalb gegen den Club. Neben den Konflikten der einzelnen Personen untereinander ist das Thema Krieg unter rivalisierenden Banden ein tragender, die Handlung bestimmender Aspekt in der Serie. Hauptfiguren in Sons of Anarchy sind auf der einen Seite Clay Morrow und seine Frau Gemma, die zwar als Frau kein Club-Mitglied sein kann, innerhalb der Gruppe aber so etwas wie die Rolle einer im Hintergrund agierenden Matriarchin einnimmt. Auf der anderen Seite stehen Jax Teller und seine Freundin, die Krankenhausärztin Tara Knowles. Um diese herum gruppieren sich weitere tragende Personen der Handlung – insbesondere die restlichen Kernmitglieder des Clubs sowie deren Freundinnen und Frauen.
Überdurchschnittlich komplex aufgebaut ist die Serie auch in Bezug auf die Anzahl handlungsrelevanter Nebenrollen. Dramaturgie und Darstellung werden bestimmt vom Wechsel zwischen harter Action und Soap-ähnlichen Elementen. Stimmungsvertiefende, von Musik untermalte Momentaufnahmen, welche meist am Ende einer Folge angesiedelt sind, vertiefen die emotionale Wirkung und verdeutlichen wichtige Stationen im Verlauf der Handlung. Die vergleichsweise realistische Darstellung des Biker-Milieus – inklusive der dort herrschenden Differenzierung in unterschiedliche Ortsgruppen, Ableger und so weiter – erzielte Serienautor Kurt Sutter unter anderem durch Recherchegespräche mit echten Hells Angels sowie durch das Einbinden einzelner Mitglieder in die Serienproduktion. So spielten ehemalige und noch aktive Members der Hells Angels Nebenrollen – Angels-Mitbegründer Sonny Barger die des Lenny „The Pimp“ Janowitz (einem im Gefängnis einsitzenden Mitglied, der so etwas wie eine „graue Eminenz“ der Gruppe darstellt), David Labrava die von „Happy“ (einem zum Redwood-Original-Chapter übergewechselten Ex-Mitglied des Nomads-Chapters) und Rusty Coones die von Quinn (Präsident des Nomads-Chapters).

### Staffel 1
Die erste Staffel der Serie führt einige der serientragenden Konfliktlinien ein: die Feindschaft mit den Mayans, einer rivalisierenden Latino-Biker-Gang, den mit Hilfe der Real IRA betriebenen Waffenhandel im weiteren Umland und an der US-Westküste sowie die Ermittlungen überregional operierender Bundesbehörden, welche bereits in den ersten Folgen auf den Plan treten. Im Unterschied zu diesen – meist als korrupt und/oder karrierebesessen dargestellten – Bundesbeamten stehen die örtlichen Behördenvertreter mehr oder weniger zwischen den Fronten. Dies sind vor allem Deputy Chief David Hale (Taylor Sheridan) sowie der krebskranke, vor der Pensionierung stehende Chief Wayne Unser. Insbesondere Unser zeigt gegenüber der Gruppe ein starkes Loyalitätsgefühl und agiert im weiteren Verlauf der Serie fast wie ein assoziiertes Familienmitglied. In den ersten Folgen stehen private Ereignisse im Vordergrund. Jax trennt sich von der Mutter seines frühgeborenen Sohns, der drogenabhängigen Wendy Teller (Drea de Matteo), und wendet sich mehr und mehr der Ärztin Tara zu, seiner alten Jugendliebe. Bedroht ist die Liebe zwischen Jax und Tara nicht nur durch Jax’ Nochfrau Wendy und Clays Frau Gemma, die Tara gern von Jax fernhalten möchte; zusätzlich auf den Plan tritt auch ein Stalker in Form eines ATF-Agenten, der Tara nach Charming gefolgt ist und ihr dort nachstellt.
Die Komplikationen im Waffengeschäft, mit dem sich die Gruppe hauptsächlich finanziert, führen jeweils zum nächsten Eskalationsschritt: zur Übernahme eines befreundeten MC in Nevada, zu einem Gefälligkeitsmord für die irischen Waffengeschäftspartner und zu einer RICO-Ermittlung wegen des Verdachts einer kriminellen Vereinigung. Geleitet werden diese Ermittlungen von der in der Wahl ihrer Mittel wenig wählerischen ATF-Agentin June Stahl (Ally Walker), die eine Intrige gegen die Gruppe in Gang setzt. Infolge der von ihr als Kooperation inszenierten Freilassung des festgenommenen Clubmitglieds Opie kommt es zu einem Auftragsmord innerhalb der Gruppe. Versehentlich trifft dieser Opies Frau. Eine wichtige, für den weiteren Verlauf der Handlung bestimmende Hintergrundfigur ist „Big“ Otto Delaney, gespielt von Serienautor Kurt Sutter. Im Gefängnis einsitzend und sich mehr und mehr zur tragischen Figur entwickelnd, verhält er sich loyal zur Gruppe und beteiligt sich situationsbedingt an der Gewährung von Schutz sowie der Durchführung von Auftragsgewalttaten.

### Staffel 2
Die zweite Staffel der Serie rückt vor allem die Verschärfung des Konflikts zwischen Jax und Clay in den Mittelpunkt. Der eskalierende Machtkampf zwischen den beiden zieht zunehmend das Gefüge des Motorradclubs in Mitleidenschaft. Als neuer Gegner tritt die sogenannte Liga amerikanischer Nationalisten auf den Plan – eine Neonazi-Partei, die mit einer örtlichen Gang weißer Rassisten sowie der Aryan Brotherhood kooperiert. Mit nachdenklich stimmenden Bildern beginnend, wirft die erste Folge die Frage auf, in welche Richtung sich die einzelnen Figuren entwickeln werden. Der Konflikt mit der Liga eskaliert bald. Ein Teil der Gruppe muss aufgrund einer fehlgeschlagenen Vergeltungsaktion ins Gefängnis. Gemma wird von Liga-Mitgliedern in eine Falle gelockt und vergewaltigt. Da die Vergewaltigung eine Warnung an Clay, den Sons-President, ist, hält sie sie vor ihrem Mann und Jax geheim. Weil die Real IRA ebenfalls mit der Liga Waffengeschäfte tätigt und auch das ATF weiter an dem Fall dran ist, gerät die Gruppe mehr und mehr in einen Strudel aus Intrigen, Undercover-Aktionen, Erpressung und nicht mehr überblickbaren Geschäften. Die innere Balance der Gruppe wird durch eine Serie von Aussprachen und Geständnissen oberflächlich wiederhergestellt. Um zu verhindern, dass ihr Sohn zu dem (nicht ortsgebundenen) Nomads-Chapter überwechselt, erzählt Gemma Clay und Jax von der Gruppenvergewaltigung. Clay wiederum gibt zu, aufgrund falscher Informationen den Auftragsmord an Opies Frau (der eigentlich Opie galt) initiiert zu haben. Die Informationen führen neben einem Aufschub der internen Auseinandersetzungen dazu, dass Jax beim Redwood Original-Chapter verbleibt. Mit Opie und dessen Vater Piney hat Clay nunmehr zwei erklärte Feinde innerhalb des Clubs. Eine Vergeltungsaktion der Sons endet desaströs: ATF-Agentin Stahl hängt Gemma den Mord an dem Sohn des IRA-Waffenverkäufers Cameron an, den sie selbst begangen hat. Cameron kidnappt als „Ausgleich“ Jax’ Sohn Abel und flieht mit diesem nach Nordirland. Weston, der Liga-Mann fürs Grobe (gespielt von dem Hardcore-Punk-Musiker Henry Rollins), findet im Zug der ausufernden Gewalt ebenfalls den Tod.

### Staffel 3
Die dritte Staffel wirft mithilfe einer Reihe ruhiger, die Stimmung betonender Eingangssequenzen die Frage auf, in welche Richtung sich die einzelnen Figuren entwickeln werden. Gemma ist aufgrund des Haftbefehls, den Agent Stahl gegen sie erwirkt hat, untergetaucht, stellt sich bald. Mit Unterstützung von Tara flieht sie allerdings kurz nach ihrer Verhaftung aus dem Polizeigewahrsam, um sich in Nordirland an der Suche nach Abel zu beteiligen. Nebenhandlungsstrang von Staffel drei ist die Entführung von Tara durch den Anführer einer den Mayans nahestehenden, kleineren Gang. Im Zentrum der Staffel steht die Reise eines Teils der Gruppe nach Belfast. Waffenhändler Cameron ist innerhalb der Real IRA mehr und mehr ins Abseits geraten und wurde zwischenzeitlich hingerichtet. In Nordirland kommt es bald zum Showdown. Involviert sind nicht nur unterschiedliche Mitglieder der Real IRA – allen voran der skrupellos agierende Jimmy O’Phelan (Titus Welliver), auf dessen Konto auch die Zerstörung der Familie des aus Schottland stammenden Sons-Mitglieds Chibs geht. Als Gegner erweist sich auch das Belfaster Charter der Sons of Anarchy. Zum Schluss gelingt es der Gruppe, Abel zu befreien und sich sowohl O’Phelan als auch die ATF-Agentin Stahl endgültig vom Hals zu schaffen. Allerdings hat der Nordirland-Trip eine weitere unliebsame Folge. Gemma erfährt nicht nur, dass ihr verstorbener Ex-Mann John in Nordirland eine zweite Familie unterhalten hat. Johns zweite Frau Maureen steckt Jax zudem Briefmaterial zu, aus dem hervorgeht, dass Clay und Gemma in John Tellers Tod stärker involviert waren, als diese nach außen zugeben.

### Staffel 4
Die vierte Staffel der Serie beginnt mit der Haftentlassung der Gruppe 14 Monate später. Hauptkonfliktlinie sind die sich verschärfenden Spannungen innerhalb der Gruppe. Als neue Figuren treten der ruhig und überlegt vorgehende Staatsanwalt Lincoln Potter (gespielt von Ray McKinnon), der neue Deputy Chief Eli Roosevelt (Rockmond Dunbar) sowie der mexikanische Waffenhändler Romero „Romeo“ Parada (Danny Trejo) auf. Zu Beginn vereinbaren Clay und Jax einen Waffenstillstand. Inhalt: Jax unterstützt Clay unter der Bedingung, dass dieser ihm den Ausstieg aus der Gruppe ermöglicht. Der kriminelle Handlungsstrang wird mehr und mehr zu einem Spiel über Bande mit mehreren Beteiligten: lokalen Ablegern der russischen Mafia, der Real IRA, dem Galindo-Kartell von „Romeo“ Parada, dem Konkurrenzsyndikat Lobo-Sonora-Kartell sowie dem desolaten Chapter der Sons of Anarchy im benachbarten Bundesstaat Arizona. Beim entscheidenden Zugriff der Bundespolizei stellt sich allerdings heraus, dass eines der Kartelle direkt vom US-amerikanischen Geheimdienst CIA betrieben wird. Der interne Konflikt innerhalb der Gruppe spitzt sich zu – unter anderem aufgrund der Informationen, die Maureens Briefe enthalten. Clay ermordet ein Gruppenmitglied, damit seine Beteiligung am Tod von John Teller nicht publik wird. Am Ende der Staffel liegt neben dem persönlichen auch ein ermittlungstechnischer Scherbenhaufen: Staatsanwalt Potter hat sein Ziel, das Charming-Chapter der Sons of Anarchy dingfest zu machen, nicht erreicht.

### Staffel 5
Mit Damon Pope (Harold Perrineau) tritt in der fünften Staffel ein vorher unbekannter Typ Gangster auf den Plan. Pope ist der oberste Pate der kriminellen Organisationen unter den Schwarzen im Großraum Oakland. Auch was die Drastik bei der Darstellung von Gewalthandlungen angeht, fällt die fünfte Staffel aus dem Rahmen. Pope, ein smarter White-Collar-Gangster, wird – obwohl überlegt vorgehend – nicht als rein machiavellistisch orientierte Figur dargestellt. Der Konflikt zwischen ihm und den Sons of Anarchy resultiert vielmehr aus einer Verkettung tragischer Umstände: der versehentlichen Tötung seiner Tochter durch Tig, ein Mitglied der Sons. Gemma hat sich zwischenzeitlich von Clay getrennt und mit dem Escortservice-Betreiber Nero (Jimmy Smits) ein Verhältnis angefangen. Jax hat Clay als President des Chapters ausgebootet. Da er über dessen Rolle beim Tod seines Vaters John inzwischen im Bild ist, hat er nur noch ein Ziel: Rache. Verkompliziert wird die Situation der Gruppe durch „Big“ Otto Delaney, der bei den Bundesbehörden ausgesagt hat. Tara, die durch ihre Handverletzung noch immer nicht voll einsetzbar ist, tritt im Gefängnis eine Stelle als freiwillige Ärztin an und bekommt so Kontakt zu Otto. Nachdem sie Otto glaubhaft vermitteln kann, dass die Sons nicht für den Mord an Luann verantwortlich sind, bringt der zu drei Viertel blinde, nur noch auf seine Hinrichtung wartende Otto eine Krankenschwester mit einem Kruzifix um, welches Tara ihm ins Gefängnis geschmuggelt hat. Dadurch wird seine Aussage im Rico-Verfahren ungültig. Um die Unumkehrbarkeit seiner Entscheidung zu demonstrieren, beißt er sich während eines Verhörs die Zunge ab. Im Mittelpunkt der fünften Staffel steht die Frage, ob Damon Pope es schafft, Jax und das Charming-Chapter der SoA endgültig zu zerstören. Nachdem er Tigs Tochter umgebracht und im Gefängnis einen Mord an einem weiteren Mitglied der Gruppe arrangiert hat, kommt es – nach einer Phase scheinbarer Kooperation zwischen den Sons und Popes Syndikat – zum Showdown zwischen ihm und Jax. Die Staffel hinterlässt am Ende noch zerstörtere, desillusioniertere Figuren als die vierte. Jax zerreißt die Papiere, mit denen Tara die Zukunft ihrer Jungs für den Fall der Fälle klären wollte, und Bobby tritt als Vice President zurück. Am Ende scheinen zwar die äußeren Umstände geklärt, die Verhaftung von Jax’ Frau Tara aufgrund der Beihilfe zum Mord am Ende der letzten Folge wirft jedoch weitere Komplikationen auf.

### Staffel 6
Tara wird nach wenigen Tagen wieder auf Kaution aus der Haft entlassen. Zeitgleich und zuerst ohne Zusammenhang wirkend, begeht ein elfjähriger Junge einen Amoklauf an seiner Schule mit einer von den Sons verkauften Maschinenpistole, tötet drei Mitschüler und wird dann selbst von einem Sicherheitsmann erschossen. Lee Toric, ehemaliger US-Marshal und Bruder der von Otto Delaney getöteten Krankenschwester, versucht einen Zugang zu den Sons zu finden. Er tötet dabei mehr versehentlich als beabsichtigt – er schießt sie im Reflex an – eine der Escort-Damen von Nero Padilla und versucht, diesem den Mord in die Schuhe zu schieben. Außerdem lässt er Otto in dessen Zelle täglich von Mitgefangenen vergewaltigen und führt den halbtot wirkenden Mann Clay vor, mit der Drohung, ihm ergehe es ab sofort genauso, wenn er nicht kooperiere. Clay wird im Gefängnis von August Marks geschützt, dem ehemaligen Partner von Pope, und kann Otto daher unbemerkt ein Messer zustecken, mit dem Otto Toric tötet, dabei aber selber erschossen wird. Zur selben Zeit versuchen die Sons, den Ursprung der Schusswaffe aus dem Amoklauf zu verbergen und Jax befiehlt Juice, die Mutter des Kindes zu töten. Der Stiefvater des Kindes, zugleich Nero Padillas Cousin, wurde kurz davor von Nero bei einem Fluchtversuch erschossen. Zeitgleich versuchen die Sons, aus dem Waffenhandel mit den Iren auszusteigen, womit diese sich jedoch nicht einverstanden erklären und als Warnung das Mitglied Phil sowie den Prospect V-Lin töten und ihre Leichen verstümmeln. Als sich Jax daraufhin mit der IRA selbst in Verbindung setzt, begeht er unbewusst einen Fehler, da er den rassistisch denkenden weißen Iren den schwarzen Geschäftspartner August Marks vermitteln will. Als Chibs das erfährt, warnt er Jax, dass die IRA das niemals hinnehmen werde. Diese versprechen Jax, sich am frühen Abend zu melden, und bitten dabei um die Anwesenheit aller stimmberechtigten Mitglieder. Nur durch einen Zufall merkt Jax aber, dass die Iren es geschafft haben, eine Bombe in einem Bierfass ins Klubhaus zu schaffen, und kann die Anwesenden gerade noch retten – das Klubhaus wird zerstört. Zur selben Zeit arrangiert Tara zusammen mit Wendy Teller, ihrer Anwältin Ally Lowen und Margaret von der Krankenhausverwaltung eine Situation, die wirkt, als hätte sie durch Gemmas Schuld ihr ungeborenes Kind verloren. Tara hofft, so den Einfluss von Jax und Gemma auf die Kinder zu brechen und die Kinder aus Charming und von der Familie wegzubringen. Allerdings kann Jax über Lowen die Wahrheit herausfinden. Tara wird daraufhin vom Club beobachtet und von Gemma vor die Wahl gestellt, Charming entweder bald zu verlassen oder zu sterben. Jax und der Club befreien Clay während eines Gefangenentransportes, wobei Bobby schwer verletzt wird. Am vereinbarten Treffpunkt werden Gaalan, sein Begleiter und Clay vom Club exekutiert. Juice bricht unter einer Überdosis Schmerzmitteln in Neros Bordell zusammen und erklärt Nero im Rausch, die Mutter des Jungen getötet zu haben, welche Nero eigentlich am Leben lassen und wegbringen wollte. Tara kann Bobby zwar retten, steckt aber die herausoperierte Kugel als Beweismittel ein und flieht. Jax und der Club finden sie und bringen sie nach Hause, wo Jax die Schuld für einen Amoklauf an einer Schule auf sich nimmt bzw. zugibt, die Waffe geliefert zu haben, wenn die Staatsanwaltschaft darauf verzichtet, Tara wegen der Beihilfe zum Mord anzuklagen. Als Tara daraufhin wieder in Jax’ Haus ist, begegnet sie Gemma, welche in Unkenntnis der neuen Situation und angetrunken die Kontrolle verliert und Tara im Affekt auf extrem brutale Weise tötet. Jax findet ihre Leiche und die von Eli Roosevelt, den der ebenfalls zwischenzeitlich hinzugekommene Juice erschossen hatte, und bricht daraufhin völlig zusammen. In der letzten Szene sieht man, wie die Mayans und Henry Lin, alte Feinde der Sons, sich mit einem zweifelnden und von Jax schwer enttäuschten Nero und dessen Gang, den „Byz-Lats“, beraten.

### Staffel 7
Juice hilft Gemma, vom Tatort zu verschwinden und die Beweismittel zu beseitigen, taucht daraufhin aber selbst unter. Da die Entscheidung der Sons, den Waffenhandel mit der IRA an August Marks abzugeben, das Machtgefüge in Stockton zugunsten der schwarzen Gangs verändert, zieht SAMCRO den Unmut der Mayans, der Byz Lats und der Lin-Triaden auf sich. Jax geht daher davon aus, dass eine dieser Gangs für den Mord an seiner Frau verantwortlich ist. Gemma nutzt die Gelegenheit, einen der Handlanger Henry Lins als Taras Mörder zu beschuldigen, welcher daraufhin von Jax gefoltert und ermordet wird. Der Club beginnt anschließend, verstärkt den Chinesen zu schaden. Nachdem die Sons mit Hilfe des Nevada-Chapters ein Drogengeschäft der Lin-Triaden in der Wüste sprengen und deren Waffen und Drogen stehlen, tötet Jax zwei seiner zivilen Handlanger, um den Verdacht vom Club abzulenken. Allerdings ohne zu wissen, dass einer davon der Sohn seines Ziehonkels Jury (Michael Shamus Wiles), dem Präsidenten des Nevada-Chapters, war. Dieser erkennt eine der am Tatort zurückgelassenen Waffen, da er sie beim Angriff auf die Triaden selbst benutzte, und sinnt auf Rache.
Der Versuch, die den Chinesen gestohlenen Drogen an die von Ron Tully (Marilyn Manson) angeführte Aryan Brotherhood zu verkaufen, scheitert tragisch, als zwei Polizisten, die den Sons ohne deren Wissen zu dem Drogendeal gefolgt waren, aus dem Hinterhalt von AB-Anhängern niedergeschossen werden. Die inzwischen über Jax’ Verrat informierten Lin-Triaden plündern gleichentags das Waffenlager der Sons, bevor sie in Neros Bordell ein Blutbad anrichten, das 16 unbeteiligte Menschen das Leben kostet. Mit Hilfe von Nero und Barosky gelingt es den Sons zwar, die Chinesen in einen Hinterhalt zu locken, doch kann Jax seinen Racheplan nicht vollenden, bevor die Polizei eintrifft und Lin festnimmt. Juice realisiert währenddessen, dass sein Wissen für Gemma ein Risiko darstellt und sie plant, ihn aus dem Weg zu räumen. Er bittet daraufhin die Mayans um Hilfe bei der Flucht, wird aber von Alvarez an SAMCRO ausgeliefert. Um seine Glaubwürdigkeit wiederherzustellen, verlangt Jax von ihm, sich der Polizei zu stellen und Lin im Gefängnis zu töten, was ihm auch gelingt.
Die Suche nach der undichten Stelle, die SAMCROs Waffenlager an die Triaden verraten hat, führt den Club währenddessen auf die Spur von Jury. Obwohl dieser beteuert, trotz seiner Wut keine Informationen an Lin weitergegeben zu haben, erschießt Jax ihn aus Zorn vor den Augen seines Vizepräsidenten. Wie sich später herausstellt, war nicht Jury, sondern Barosky der Verräter. Das Nevada-Chapter leitet daraufhin wegen Jurys scheinbar grundloser Ermordung eine clubinterne Untersuchung gegen Jax Teller ein.
Da August Marks den übereilten Rachefeldzug der Sons gegen Lin nicht toleriert und Jax droht, beschließt dieser gemeinsam mit Alvarez, Marks aus dem Weg zu räumen und den Waffenhandel mit der IRA an die Mayans abzugeben, wodurch auch das Machtgefüge der Gangs wiederhergestellt werden könnte. Zu diesem Zweck versucht Jax, die zuvor mit Marks alliierten One-Niners insgeheim auf seine Seite zu ziehen. Nach einem Erpressungsversuch durchschaut August Jax’ Absichten, lässt Bobby von seinen Leuten entführen und brutal foltern. Er bietet Bobbys Freilassung an, sofern SAMCRO alle Druckmittel gegen ihn aushändigt. Obwohl Jax dieser Forderung scheinbar nachkommt, wird Bobby bei der Übergabe von Marks erschossen. Mit gefälschten Beweisen gelingt es den Sons, August des Mordes an einem Pfarrer zu beschuldigen, was zu seiner Inhaftierung führt. Die One-Niners locken Marks’ Söldnertruppe daraufhin in einen Hinterhalt und der Club kann Bobbys Ermordung rächen.
Nachdem Jax’ kleiner Sohn Abel zufällig mithört, wie die zunehmend von Schuldgefühlen geplagte Gemma im Selbstgespräch den Mord an Tara gesteht, und seinem Vater davon erzählt, bekommt Jax Zweifel an der Schuld der Chinesen und stellt Nachforschungen über die Mordnacht an. Von Juice erfährt er die Wahrheit über Taras Tod. Gemma wird von Juice vorgewarnt und kann rechtzeitig aus Charming fliehen. Unser folgt ihr, um sie zu verhaften und so vor der Rache ihres Sohnes zu schützen, gerät aber zwischen die Fronten. Als er sich weigert zu gehen, wird er beim Versuch, Gemma zu verteidigen, von Jax erschossen. Auch Gemma selbst wird nicht verschont: Jax tötet sie im Garten ihres Elternhauses, um Taras Tod und die Konsequenzen ihrer Lüge zu rächen. Währenddessen haben die Sons die Aryan Brotherhood auch mit Juices Ermordung beauftragt. Dieser ergibt sich freiwillig und lässt sich von Ron Tully im Gefängnis-Speisesaal erstechen.
Das vom Nevada-Chapter einberufene Tribunal der SoA-Präsidenten befindet den geständigen Jax für schuldig, Jury ermordet zu haben, und verhängt als Strafe eine „Mayhem“-Abstimmung: Auf seinen eigenen Wunsch hin beschließen die übrigen SAMCRO-Mitglieder schweren Herzens, Jax aus dem Club auszuschließen und hinzurichten. An seinem letzten Tag regelt Jax seine noch offenen Angelegenheiten, indem er den auf Kaution freigelassenen August Marks sowie den Verräter Barosky tötet, den Waffenhandel zwischen dem mittlerweile von der Real IRA abtrünnigen Connor und den Mayans einfädelt und SAMCRO somit endlich aus den Waffengeschäften befreit, wie es der Wunsch seines Vaters gewesen war. Er setzt die Staatsanwältin Patterson über die wahren Umstände von Taras Tod in Kenntnis, gibt ihr einen Hinweis, der sie zu den Leichen von Gemma und Unser führt, und verspricht ihr, dass die Gewalt in Stockton und Charming am Ende des Tages aufhören werde. Nachdem er Chibs zum neuen Präsidenten ernannt und sich von seinem Club verabschiedet hat, rast Jax – verfolgt von der Polizei – mit dem Motorrad seines Vaters absichtlich in einen entgegenkommenden Truck und kommt zu Tode. Er opfert sich damit selbst, um seinem Club unter Chibs’ Führung und mit dem ehemaligen Grim-Bastards-Präsidenten T.O. Cross (Michael Beach) als erstem schwarzen SoA-Mitglied einen Neuanfang ohne illegale Aktivitäten und seinen Söhnen ein gewaltfreies Leben fernab des Biker-Milieus zu ermöglichen.

## Figuren

### Jackson „Jax“ Teller (Charlie Hunnam)
Jax Teller ist der Sohn von Gemma und dem 1993 verstorbenen John Teller, er ist zuerst Vizepräsident („VP“) und wird am Ende der 4. Staffel Präsident der Sons of Anarchy. Seine Mutter Gemma heiratete nach dem Tod von Jax’ Vater Clay Morrow, den Präsidenten des Clubs, mit dem Jax seit der Geburt seiner Söhne Abel und Thomas immer wieder in Konflikt gerät, weil er Clays kriminelle und teilweise skrupellose Arbeitsmethoden ablehnt. Jax war ursprünglich mit Wendy Case verheiratet, trennte sich aber bereits vor Beginn der Serienhandlung aufgrund ihrer Drogenprobleme von ihr und lässt sich im Verlauf der ersten Staffel von ihr scheiden, der gemeinsame Sohn Abel kommt in der ersten Folge der ersten Staffel aufgrund von Wendys Drogenmissbrauch als Frühgeburt zur Welt. Im Laufe der Serie beginnt er eine Beziehung mit seiner Ex-Freundin Tara, die er schließlich heiratet und mit der er seinen zweiten Sohn Thomas bekommt.
In den ersten Staffeln liest Jax oft in einem Manifest seines leiblichen Vaters John Teller, in dem dieser das Abrutschen SAMCROs in die organisierte Kriminalität und die Gründe dafür beschreibt. Er versucht daher anfangs oft, für den Club legale Geschäftszweige zu eröffnen und lehnt anfangs auch brutale Gewalt ab; als jedoch sein Sohn entführt wird und nachdem er den Posten als Präsident von SAMCRO übernimmt, wird auch Jax immer skrupelloser und nähert sich zunehmend Clays Verhalten an, obwohl er diesen mittlerweile verabscheut. Im Laufe der Zeit kommt es deswegen zu einem Machtkampf zwischen Jax und Clay, für den beide verschiedene Clubmitglieder für sich rekrutieren, sowohl freiwillig als auch durch Erpressung. Jax geht letztlich als Sieger aus dieser Auseinandersetzung hervor und setzt Clay zunächst ab, schließt ihn später aus dem Club aus und hängt ihm schließlich den Mord an Damon Pope an. Er verschont Clays Leben nur solange, wie der Club ihn für die Verhandlungen mit der IRA benötigt und tötet ihn schließlich direkt nach seiner Befreiung aus dem Gefängnis. Letztlich übertrifft Jax Clay sogar noch deutlich an Brutalität und Skrupellosigkeit, obwohl er diesen gerade deswegen verachtete.
Dies zeigt sich insbesondere zu Beginn der 7. Staffel, als er nach der Ermordung seiner Frau Tara jeden Halt verliert. Im Gegensatz zu seinem überlegten und taktischen Vorgehen in den vorherigen Staffeln, neigt er nun zu übereilten und ungewohnt brutalen Racheakten, bei denen er auch den Tod unbeteiligter Personen als Kollateralschäden in Kauf nimmt. Auf seinem Rachefeldzug schreckt Jax nicht einmal davor zurück, langjährige Freunde und Vertraute wie Jury oder Wayne Unser zu töten, sofern diese ihm in die Quere kommen. Den Gipfel der Kaltblütigkeit erreicht er mit der Ermordung seiner eigenen Mutter Gemma. In der letzten Episode gelingt es ihm schließlich, alle offenen Rechnungen zu begleichen und SAMCRO aus den Waffengeschäften zu befreien, was ursprünglich der Wunsch seines leiblichen Vaters John Teller gewesen war. Am Ende der Serie begeht Jax Suizid, indem er mit der Maschine seines Vaters – wie ebendieser, jedoch mit Absicht – in einen Lastwagen rast. Indem er sich selbst opfert, ermöglicht er dem Club einen Neuanfang ohne kriminelle Aktivitäten und seinen Söhnen ein Leben fernab der Gewalt.

### Clarence „Clay“ Morrow (Ron Perlman)
Clay ist der ehemalige Präsident des kalifornischen Charters (Ortsgruppe) der Sons of Anarchy. Er heiratete Gemma Teller Morrow nach dem Tod ihres Ehemannes John Teller und wurde damit zu Jax’ Stiefvater. Clay ist durchaus bereit, Gewalt anzuwenden, um sein Ziel zu erreichen, dennoch hat er auch eine gutmütige Seite, die sich darin zeigt, dass er Personen, die ihn um Hilfe bitten, diese gewährt, und außerdem versucht, Drogen und Prostitution von Charming fernzuhalten. Morrow leidet an starker Arthritis in den Händen, weswegen er immer wieder mit Cortison behandelt werden muss. Als er Gemma verprügelt, trennt sie sich von ihm, und als Opie herausbekommt, dass Clay Piney erschoss, schießt er ihn an. Jax setzt ihn noch im Krankenhaus als Präsidenten ab. Obwohl sowohl gesundheitlich als auch vom Ruf her schwer angeschlagen, gibt Clay noch lange nicht auf. Clay ahnt, dass hinter den Vertretern des Gallindo-Kartells mehr steckt, und versucht heimlich, sie gegen Jax einzunehmen, was jedoch nicht gelingt. Am Ende der 5. Staffel wird er wegen des Mordes an Damon Pope festgenommen, den er jedoch nicht begangen hat. In der sechsten Staffel organisiert die IRA zwar seine Befreiung, jedoch wird er unmittelbar darauf von Jax Teller im Beisein seines Clubs hingerichtet. Zu seiner Beisetzung auf einem Gefängnisfriedhof erscheint letztlich nur Wayne Unser.

### Gemma Teller Morrow (Katey Sagal)
Gemma ist die Mutter von Jax und Ehefrau von Clay. Sie hält den Club und dessen Mitglieder zusammen und schreckt vor nichts zurück, um an ihre Ziele zu gelangen. Sie ist stets über die Vorgänge innerhalb des Clubs informiert und darum bemüht, Jax vor Ärger zu bewahren. Sie kümmert sich um die offizielle Buchhaltung der Werkstatt. Als sie unter Drogeneinfluss einen Unfall baut, bei dem Abel leicht verletzt wird, erpresst Jax sie, Clay auszuspionieren und letztlich sogar eine falsche Aussage gegen ihn zu machen, um sich den Zugang zu den Kindern wieder zu verdienen. Sie trennt sich von Clay und beginnt eine Beziehung zu Nero Padilla. Auf Basis falscher Informationen tötet sie am Ende der 6. Staffel in Rage ihre Schwiegertochter Tara, zu der sie ein sehr wechselhaftes Verhältnis hatte. Sie bereut zwar ihre Tat, kann sie aber gegenüber Jax nicht gestehen. Aus diesem Grund beschuldigt sie einen Mann aus Henry Lins Crew, Tara ermordet zu haben und setzt damit den Rachefeldzug der Sons gegen die Triaden in Gang. Nachdem Jax die Wahrheit über Taras Tod erfährt, flieht Gemma aus Charming. Jax spürt sie jedoch wenig später auf und erschießt sie im Garten ihres Elternhauses.

### Dr. Tara Knowles (Maggie Siff)
Tara ist Jax’ Exfreundin und arbeitet im St.-Thomas-Krankenhaus von Charming, im späteren Verlauf der ersten Staffel kommen sie und Jax wieder zusammen. Sie war vor einigen Jahren aus Charming nach Chicago gezogen, um den Ort und die dortigen Verhältnisse hinter sich zu lassen. Dort hatte sie eine Beziehung mit einem ATF-Agenten, welcher sie misshandelte und nach der Trennung verfolgte. Aufgrund dessen kehrte sie nach Charming zurück, nachdem ihr dort noch lebender Vater verstorben war und sie sein Haus erbte. Im Laufe der Serie heiraten Tara und Jax und bekommen einen Sohn, der nach Jax’ verstorbenem Bruder Thomas benannt ist. Zusätzlich hilft sie oft verletzten Clubmitgliedern und entwickelt eine zwar skeptische, aber wesentlich härtere Lebensweise. Am Ende der 5. Staffel wird sie wegen Beihilfe zum Mord festgenommen, da sie Otto das Tatwerkzeug ins Gefängnis brachte. Im Finale der 6. Staffel wird Tara von Gemma getötet.

### Robert „Bobby“ Munson (Mark Boone Junior)
Bobby ist anfangs als Secretary für die Finanzen der Sons zuständig. Bobby ist jüdischer Abstammung und verdient sein Geld unter anderem durch Auftritte als Elvis-Double, wodurch er seinen Spitznamen bekam. Sein Vater war Buchhalter, er selbst hat offensichtlich auch entsprechende Kenntnisse. Am Ende der Staffel 4 wird er wegen Mordes festgenommen, aber die CIA holt ihn wieder aus dem Gefängnis und lässt die Tat als Selbstmord in den Akten stehen, obwohl Bobby selbst anmerkt, dass es etwas unrealistisch sei, dass jemand „in seinen eigenen Kofferraum gestiegen ist und dort zehnmal auf sich selbst geschossen hat“. Bobby war seit Beginn der 5. Staffel der Vizepräsident des Clubs und neben Jax der einzige, der die Wahrheit über das Kartell, welches mit der CIA in Verbindung steht, kennt. Als Jax und Chibs jedoch gegen seinen Rat – als Vergeltung für Opie – den Cousin des Präsidenten der Grim Bastards, einen Bruderclub der Sons, töten (und damit 20 Jahre Zusammenarbeit wegwerfen) droht Bobby, seinen Posten aufzugeben, was er nach Clays Festnahme auch tut. Am Anfang der 6. Staffel verlässt er Charming, um neue Mitglieder für die Redwood Originals bei anderen Chaptern zu rekrutieren, und kehrt kurz nach der Sprengung des Clubhauses mit drei neuen Mitgliedern zurück. In der 7. Staffel wird er von August Marks’ Handlangern entführt und gefoltert, wobei er sein rechtes Auge und mehrere Finger verliert. Beim geplanten Austausch wird er von Marks erschossen.

### Filip „Chibs“ Telford (Tommy Flanagan)
Chibs bekam seinen Spitznamen durch die Narben, die sein Gesicht zieren (chib = schottisch für „Messer“). Er ist im Gegensatz zu den anderen Mitgliedern, welche alle US-amerikanischer Herkunft sind, Schotte, wuchs aber in Irland auf und war dort Mitglied einer IRA-Splittergruppe. Er war als Sanitäter beim Militär und ist daher für die Versorgung von Verwundeten innerhalb des Clubs zuständig. Sein Erzfeind ist Jimmy O’Phelan, ein IRA-Anführer, der ihm einst nicht nur seine Frau und Tochter weggenommen hat, sondern auch für die charakteristischen Narben in Chibs’ Gesicht, das sogenannte Glasgow Smile, verantwortlich ist. Am Ende der dritten Staffel kann er sich hierfür rächen und Jimmy töten. Chibs ist neben Opie Jax’ engster Vertrauter und wird daher in der vierten Staffel zum Sergeant-at-Arms und nach dem Abtritt von Bobby schließlich zum VP (VP = Vize-Präsident) gewählt. Er kritisiert Jax’ Entscheidungen zwar des Öfteren, trägt sie aber immer mit und ist loyal. In der 7. Staffel hat er eine kurzzeitige Affäre mit Althea Jarry, der neuen Polizeichefin von Charming. In der letzten Folge wird er zum Präsidenten des Redwood-Charters ernannt, nachdem Jax wegen der Ermordung von Jury abtreten muss. Jax erspart Chibs jedoch durch seinen Suizid die schwere Aufgabe, seinen langjährigen Freund hinzurichten.

### Alexander „Tig“ Trager (Kim Coates)
Tig ist der Sergeant-at-Arms des MCs und gleichzeitig das wohl impulsivste Mitglied des Kalifornien-Charters. Er ist dem Club gegenüber äußerst loyal und kann als Clays rechte Hand angesehen werden. Oft muss er von Clay allerdings gebremst werden, damit durch seine Brutalität nicht das Interesse des ATF geweckt wird. Tig ist zudem dafür bekannt, einige ausgefallene sexuelle Vorlieben zu haben. In der ersten Staffel wird er von Clay mit Opies Ermordung beauftragt, tötet stattdessen aber versehentlich dessen Frau Donna, welche ausnahmsweise Opies Wagen fährt. Er ist daraufhin von schweren Schuldgefühlen geplagt und gesteht Opie schließlich seine Rolle bei Donnas Tod. Nachdem Clay seine Ehefrau Gemma – eine gute Freundin von Tig – verprügelt, gibt er den Posten als Sergeant-at-Arms auf. Als Clay kurz darauf angeschossen wird, fühlt Tig sich schuldig, seinen Präsidenten im Stich gelassen zu haben. Um den wahren Schützen – Opie – zu decken, behaupten Clay und Jax, dass die One-Niners hinter dem Anschlag steckten, was Tig dazu veranlasst, auf eigene Faust gegen deren Anführer Laroy Wayne vorzugehen. Versehentlich tötet er jedoch nicht Laroy, sondern dessen Freundin Veronica – die Tochter des mächtigen Gangsterbosses Damon Pope. Die Sons geraten daraufhin in Popes Visier, was unter anderem zum Tod von Opie führt. Zudem verbrennt Pope Tigs Tochter Dawn vor dessen Augen bei lebendigem Leibe. Zwar kann er sich mit Jax’ Hilfe rächen und Pope töten, doch fordert dessen Nachfolger August Marks später seine Auslieferung, worauf Jax sich schließlich schweren Herzens einlässt. Es stellt sich jedoch heraus, dass August nur Jacksons Loyalität testen wollte und Tig wird begnadigt. Gegen Ende der Serie beginnt er eine Beziehung mit der transsexuellen Prostituierten Venus Van Dam (Walton Goggins). Die Entwicklung der Figur Tig verläuft in der Serie gewissermaßen gegenläufig zu der des Protagonisten Jax Teller: Obwohl Tig als anfangs impulsivstes und brutalstes Mitglied des Clubs für einen Großteil der Probleme verantwortlich ist, mit denen die Sons im Verlauf der ersten fünf Staffeln konfrontiert sind, ist er am Ende ironischerweise eine der wenigen überlebenden Hauptfiguren und findet sein Glück, wogegen der anfangs friedfertige und überlegt handelnde Jax nach der Ermordung seiner Frau Tara zunehmend skrupelloser wird und für seine impulsiven und von Rachegelüsten angetriebenen Handlungen schließlich mit dem Tod bezahlen muss. In der letzten Folge wird Tig von Chibs zum neuen SAMCRO-Vizepräsidenten berufen.

### Juan Carlos „Juice“ Ortiz (Theo Rossi)
Juice Ortiz ist der Hacker der Sons of Anarchy und kümmert sich um die technischen Angelegenheiten. Obwohl er ein großes Technik-Wissen zu haben scheint, wirkt er in anderen Angelegenheiten oft eher überfordert. Zu Beginn der Serie zeigt er eine starke Affinität zu Drogen. Vom Staatsanwalt Lincoln Potter und Wayne Unsers Nachfolger Roosevelt wird er anfangs wegen seiner negroiden Gene (die Sons nehmen nur Weiße und Latinos auf) zur Mitarbeit bei Ermittlungen erpresst, um an eine Probe des von den Sons verdealten Kokains zu kommen. Clubmitglied Eric Miles erwischt ihn beim Diebstahl der Drogen, woraufhin Juice Miles tötet und diesen als den Dieb beschuldigt. Dies alles treibt Juice in Richtung Selbstmord, jedoch wird er von Chibs gefunden, welcher ihm sagt, dass die Hautfarbe seines Vaters für den Club keine Rolle spiele, sondern nur seine eigene. Dennoch holt ihn der RICO-Fall in der 5. Staffel wieder ein. Sein Versuch, Jacksons Vertrauen zurückzuerlangen, scheitert jedoch nachdem er Nero im Drogenrausch gesteht, dass Jax ihn mit der Ermordung einer mit Nero befreundeten Zeugin beauftragt hatte. Kurz vor seiner vermeintlichen Verhaftung am Ende der 6. Staffel befiehlt Jax seinen Ausschluss aus dem Club und seinen Tod. Juice hilft Gemma, den Mord an Tara zu vertuschen und ermordet dabei selbst Sheriff Roosevelt, der gerade Verstärkung rufen wollte, als er die tote Tara neben Gemma vorfand. Zu Beginn der 7. Staffel taucht Juice mit Gemmas Hilfe unter, da SAMCRO ihn als Verräter sucht. Als er realisiert, dass Gemma plant ihn aus dem Weg zu räumen, bittet er die Mayans um Hilfe bei der Flucht, wird aber von Alvarez an Jax ausgeliefert. Dieser ist bereit, ihm zu verzeihen, wenn er sich verhaften lässt und im Gefängnis Henry Lin tötet, den Jax fälschlicherweise für den Mörder seiner Frau hält. Nachdem Juice diesen Auftrag ausgeführt und Jax die Wahrheit über Taras Ermordung gestanden hat, befehlen die Sons jedoch seinen Tod. Da Juice ohne den Club keinen Lebenssinn mehr sieht, ergibt er sich schließlich freiwillig und lässt sich von Ron Tully, einem hochrangigen Mitglied der Aryan Brotherhood, im Gefängnis-Speisesaal erstechen.

### Harry „Opie“ Winston (Ryan Hurst)
Opie ist ein Mitglied des kalifornischen Chapters der Sons. Er saß lange im Gefängnis und ist seit der High-School der beste Freund von Jax. Er versucht sich mehr seiner Familie zu widmen und geht zu vielen Aktionen und Geschäften des Clubs auf Abstand, um bei seiner Familie sein zu können. Gegen Ende der 1. Staffel wird seine Frau von Tig erschossen, welcher eigentlich Opie selber umbringen sollte, da der Club glaubte, Opie hätte sie an die Polizei und das ATF verraten. Nach der Ermordung Pineys schießt er zweimal auf Clay, kann ihn aber nur verwunden. Danach weigert sich Opie, mit Clay an einem Tisch zu sitzen, entschließt sich dann aber am Anfang der 5. Staffel, als Jax, Chibs und Tig wegen der Sache mit Popes Tochter festgenommen werden, einen Polizisten anzugreifen, um mit seinen Brüdern inhaftiert zu werden (seine Kinder hat er zu Lyla gebracht und ihr eine größere Summe Geld gegeben, damit für sie gesorgt ist). Pope sorgt dann mit Hilfe von korrupten Wärtern dafür, dass eins der 4 inhaftierten Sons-Mitglieder – trotz des vom Kartell/CIA gestellten Schutzes – in Folge 3 erschlagen wird. Da Jax die Wahl treffen sollte wen es trifft, aber er keine Entscheidung fällen kann, opfert Opie sich für seine Crew.

### Piermont „Piney“ Winston (William Lucking)
Piney ist einer der Begründer der Sons of Anarchy und Vater von Opie. Er hat im Vietnamkrieg gekämpft. Seine Meinung hat innerhalb des Clubs ein großes Gewicht. Er verfügt aus seiner Zeit beim Militär über viele für den Club nützliche Kontakte. Er ist clubintern oft nicht mit Clays Entscheidungen einverstanden und entfremdet sich auch zusehends von diesem. Er fährt nur noch das Minimum, um seine Stimme zu behalten, trinkt exzessiv und ist schwer lungenkrank, weswegen er eine Sauerstoffversorgung bei sich trägt. Er verbringt viel Zeit in der Waldhütte des Clubs, insbesondere, wenn er nicht einer Meinung mit dem Rest des Clubs ist, fährt er zum Nachdenken und Trinken dorthin. Piney wird am Ende der vierten Staffel von Clay ermordet, als er droht, Jax die Wahrheit über den Tod seines Vaters zu verraten.

### Kip „Half Sack“ Epps (Johnny Lewis)
Half Sack ist der erste Prospect (Anwärter) des Kalifornien-Charters der Sons of Anarchy. Die anderen Mitglieder des Clubs geben ihm oft demütigende oder schwere Aufgaben, die er erfüllen muss, um sich so Respekt zu verdienen. Sein Spitzname beruht auf der Tatsache, dass er einen Hoden im Irakkrieg verlor. Er gilt innerhalb des Clubs als bester Boxer und tritt für den Club bei verschiedenen Kämpfen an und bringt die Prämien in die Clubkasse ein. Er wird von einem IRA-Mitglied ermordet, als er versucht, Jax’ Sohn vor einer Entführung zu beschützen und posthum wird ihm die Vollmitgliedschaft verliehen. Nicht nur die Figur, auch der Darsteller Johnny Lewis ist mittlerweile verstorben.

### George „Ratboy“ Skogstrom (Niko Nicotera)
Rat ist seit der 4. Staffel Prospect bei den Sons of Anarchy und wird im Laufe der 6. Staffel zum Vollmitglied ernannt. Dennoch erledigt er weiterhin hauptsächlich einfache, wenig gefährliche Aufgaben für den Club. Mit seiner Schlagfertigkeit und seinem schnellen Reaktionsvermögen hilft er den anderen Mitgliedern häufig aus brenzligen Situationen. In der 7. Staffel beginnt er eine Beziehung mit Brooke Putner, der Babysitterin von Jax’ Söhnen.

### Happy Lowman (David Labrava)
Happy ist zu Beginn der Serie ein Mitglied des Tacoma-Charters, wechselt aber nach einiger Zeit zum Nomaden-Charter, um seine kranke Mutter öfter sehen und pflegen zu können. Er ist für seine Neigung zu Gewalttaten bekannt und lässt sich für jeden Mord, den er begangen hat, ein Smiley-Tattoo stechen. In Staffel 3 tritt er den Redwood Originals offiziell bei und wird in Staffel 6 zum neuen Sergeant-at-Arms ernannt. Happy ist dem Club und seinen Mitgliedern gegenüber extrem loyal und bereit, jedes Opfer für seine Kameraden zu bringen. Im Finale lässt er sich von Chibs bereitwillig in den Arm schießen, um gegenüber den anderen Chartern glaubwürdig behaupten zu können, dass Jax seiner Hinrichtung durch SAMCRO entkommen ist.

### Wayne Unser (Dayton Callie)
Chief Unser ist bis zum Ende der 3. Staffel der Sheriff in Charming. Er hat Krebs und steht kurz vor seiner Pensionierung. Sein größtes Anliegen ist es, Verbrechen wie Prostitution, Drogenhandel und Gewalt aus Charming fernzuhalten. Zu diesem Zweck arbeitet er des Öfteren mit SAMCRO zusammen, wofür ihn insbesondere sein Deputy Hale immer wieder kritisiert. Aufgrund seiner Krankheit verrichtet er seinen Dienst nicht mehr mit voller Aufmerksamkeit und ist deshalb nicht mehr in alle Abläufe auf dem Revier eingeweiht, oft zum Nachteil von SAMCRO. Ab der 4. Staffel ist er pensioniert, unterstützt den Club und die Teller-Familie aber weiterhin. Ursprünglich war Unser verheiratet und hatte neben dem Amt als Polizeichef auch eine Transportfirma, deren Laster buchstäblich ständig von SAMCRO gestohlen werden. In Staffel 5 verarmt er jedoch zusehends, und auch der Krebs kommt zurück. Vorgeblich wegen seiner Krebserkrankung raucht er oft Marihuana, welches er sowohl selbst anbaut als auch von Gemma zugesteckt bekommt. Letztlich lebt er mit seinem Campingwagen auf dem Gelände von „Teller-Morrow“ und muss erneut mit einer Chemotherapie beginnen. Gemma nutzt seine Zuneigung – die, wie sich später herausstellt, auch romantischer Natur ist – immer wieder aus und lässt Wayne oftmals die Drecksarbeit für sich und den Club verrichten, etwa das Reinigen von Tatorten. Zwar untersucht Unser auch nach seiner Pensionierung gerne auf eigene Faust Verbrechen, er handelt jedoch nie wissentlich gegen SAMCRO. In der 7. Staffel unterstützt er den neuen Polizeichef von Charming bei den Ermittlungen in den Mordfällen von Tara Knowles und Eli Roosevelt. Er fühlt sich schuldig, da er das Versprechen, Tara zu beschützen sowie ihr und den Kindern bei der Flucht aus Charming zu helfen, nicht einhalten konnte, und hat somit auch ein persönliches Interesse an der Aufklärung der Morde. Jax’ zunehmende Skrupellosigkeit hat zur Folge, dass sich Unser immer weiter von den Machenschaften des Clubs distanziert und diesem schließlich jede Unterstützung verweigert. Als er erfährt, dass Gemma für Taras Ermordung verantwortlich ist, folgt er ihr zu ihrem Versteck, um sie zu verhaften und so vor der Rache ihres Sohnes zu schützen. Unser gerät daraufhin zwischen die Fronten und wird beim Versuch, Gemma zu verteidigen, von Jax erschossen.

### Neron „Nero“ Padilla (Jimmy Smits)
Nach der Trennung von Clay lernt Gemma in einer Kneipe den spanischen Zuhälter Nero kennen und kommt auch mit ihm zusammen. Bald stellt sich heraus, dass auch Nero nicht gerade ein aufrechter Bürger ist, einen exklusiven Escortservice betreibt und auch eine Straßencrew (die Byz-Lats = Business Latinos, also Latinos im Geschäft) mit ziemlicher Schlagkraft leitet. Als Clay Gemma dort aufspürt, schlägt sie einer neuen Angestellten ins Gesicht, die von Clay – als Rache nach Gemmas Trennung – auf ein Zimmer mitgenommen wurde, und sorgt so für eine Hausdurchsuchung sowie die anschließende Kündigung des Mietvertrages. Als Entschädigung und um Nero näher an den Club zu binden, bietet Jax ihm an, den Escortservice „Diosa Norte“ mit den Resten von „Caracara“ (Luann Delaneys Pornoproduktion) zu fusionieren und an besserer Stelle neu anzufangen. Obwohl Nero sich ausbittet, nicht in die (kriminellen) Belange des Clubs hineingezogen zu werden, kommt es in den neuen Geschäftsräumen schon kurz darauf zu einer Geiselnahme durch eines der Mitglieder, die zu Anfang der 5. Staffel von den Nomads zu SAMCRO wechselten. Über Neros Vorleben ist nur wenig bekannt, es wird lediglich erwähnt, dass er, aus Spanien kommend, in Mexiko seine Halbschwester Carla aufspürt und mit ihr den Escortservice begründet hat. Er hat seine dreißiger Jahre im Gefängnis verbracht und war opiatabhängig. Sein Sohn ist in einem Behindertenwohnheim untergebracht und hat die Krankheit Spina bifida. Carla allerdings ist psychisch instabil und in Nero verliebt, weswegen sie sich letztlich vor den Augen von Gemma und Nero in den Kopf schießt. Als Jax kurzzeitig von Romeo und Louis entführt wird, vermutet Nero seine Crew dahinter (da Zeugen nur von Mexikanern sprechen) und reagiert übermäßig emotional und brutal. Nero übernimmt sozusagen die Rolle Clays als väterlicher Freund von Jax, reagiert aber auf Lügen von Jax schwer verletzt und emotional und macht zwischenzeitlich mit Gemma Schluss. Seine anfängliche Zuneigung gegenüber Jax verwandelt sich dadurch in Angst und Misstrauen, da Nero wegen der Bekanntschaft zu den Sons von einem Problem ins nächste gerät. Er ist mit allen Gruppierungen mehr oder weniger gut Freund und dient daher oft als eine Art Diplomat, vor allem, als seine Straßenmacht schwindet, was Nero aber gar nicht unwillkommen ist, da er so seine Hände sauber zu halten glaubt. Jax bezeichnet ihn als seinen besten Freund außerhalb des Clubs und überträgt ihm die Aufgabe, sich nach seinem Tod um seine Söhne zu kümmern. Am Ende der Serie verlässt er Charming und zieht mit Wendy und den Kindern auf die Farm seines Onkels in Norco, wo Abel und Thomas fernab des gewalttätigen Biker-Milieus aufwachsen sollen.

### Wendy Case (Drea de Matteo)
Wendy Case ist Jax Tellers Ex-Frau und die biologische Mutter seines Sohnes Abel. Durch ihren Drogenkonsum während der Schwangerschaft kommt Abel 10 Wochen zu früh und mit einem Herzfehler zur Welt, weshalb Jax und insbesondere Gemma sie nicht mehr respektieren können. Sie sind der Meinung, dass Wendy durch ihre Verantwortungslosigkeit jedes Recht verloren hat, Abel aufwachsen zu sehen. Nach der 1. Staffel verschwindet sie daher aus Charming, während Abel von Jax und Tara aufgezogen wird. In der 4. Staffel kehrt Wendy nach einem Drogenentzug zurück, um ihren Sohn kennenzulernen. Gemma und Tara sind damit zunächst nicht einverstanden, willigen aber schließlich ein. Später unterstützt sie Taras Bemühungen, sich von Jax scheiden zu lassen und mit den Kindern aus Charming fortzuziehen, weshalb Jax ihr Drogen injiziert, was zu einer erneuten Abhängigkeit führt. Nach einem weiteren Entzug kehrt sie zurück, um die Teller-Familie nach Taras Ermordung bei der Betreuung von Abel und Thomas zu unterstützen, wodurch sie ihrem Sohn endlich nah sein kann. Abel erfährt schließlich, dass Wendy seine Mutter ist. Am Ende der Serie zieht sie mit den Kindern auf Neros Farm.

### Otto „Big Otto“ Delaney (Kurt Sutter)
Otto ist Mitglied von SAMCRO, befindet sich jedoch gegenwärtig im Gefängnis. Zuvor war er Betreiber einer Produktionsfirma für Pornofilme, welche später von seiner Frau Luann geleitet wurde. Das Kapital der Firma, die zeitweise sogar von ihnen geführt wird, fließt in Teilen ebenfalls den Sons of Anarchy zu. Bobby hat zu dieser Zeit eine Affäre mit Luann. Diese wird im Auftrag eines konkurrierenden Pornounternehmens verprügelt, um sie einzuschüchtern, was aber zu ihrem Tod führt. Otto bittet den Club darum, Luann zu rächen. Als dies nicht klappt, da der Täter noch gebraucht wird, verrät er aus Rache Bobby an das ATF. Tara, die sich als Freiwillige meldet, um kostenlos Gefangene zu behandeln und Otto so anfordern kann, um ihn zu untersuchen und mit ihm zu sprechen, kann ihn aber dazu überreden, die Aussage zurückzuziehen. Jedoch tötet Otto dabei besonders brutal eine Krankenschwester, was Taras Verbindung zum Club offenlegt. Als er dazu verhört werden soll, beißt er sich die Zunge ab und wirft sie gegen das Fenster des Verhörraumes. In der vierten Folge der sechsten Staffel tötet Otto mit Hilfe von Clay im Stockton-Gefängnis den ihn folternden Ex-Marshal Lee Toric und wird daraufhin von den Wachen erschossen.

### Chucky Marstein (Michael Ornstein)
Chucky ist ein ehemaliger Mithäftling von Big Otto und soll SAMCRO helfen, an eine größere Menge Geldes zu gelangen, das er der Lin-Triade gestohlen hat. Gegen Bezahlung liefert SAMCRO ihn jedoch an Henry Lin aus. Da er unter einem Masturbationszwang leidet, lässt Lin ihm alle Finger beider Hände außer den Zeigefingern entfernen, um ihn davon abzuhalten sich permanent selbst zu befriedigen. Nach einiger Zeit bei den Asiaten wird er zu SAMCRO zurückgebracht und auf Tigs Bitte hin als eine Art Mädchen für alles im Clubhaus aufgenommen. Allgemein ist er in viele Vorgänge des Clubs eingeweiht bzw. gibt man sich wenig Mühe, sie vor ihm zu verbergen. Später bekommt Chucky Fingerprothesen und wird (wegen seines Masturbationszwangs) medikamentös behandelt, was seine Rolle etwas ernsthafter wirken lässt. Obwohl er oftmals helfen will, lässt man ihn selten zu Wort kommen, was manchmal von Nachteil ist, denn Chucky ist klüger, als er aussieht und erweist sich bei mehreren Gelegenheiten als nützliche Unterstützung. Die meisten Mitglieder betrachten ihn als eine Mischung aus Maskottchen und lebendem Inventar. Er ist äußerst fürsorglich und sieht SAMCRO und die Tellers als seine Familie an. Dies wird insbesondere deutlich, als er seiner „besten Freundin“ Gemma zur Flucht vor Jax verhilft.

### David Hale (Taylor Sheridan)
David Hale ist in den ersten beiden Staffeln der Deputy Chief des Charming Police Department und damit Unsers Stellvertreter. Im Gegensatz zu seinem Vorgesetzten hält er sich streng an die Gesetze und ist nicht korrumpierbar. Sein erklärtes Ziel ist es, die Sons of Anarchy für ihre illegalen Machenschaften zur Rechenschaft zu ziehen, was immer wieder zu Spannungen zwischen ihm und Unser führt, aus dessen Sicht SAMCRO zur Sicherung des Friedens in Charming beiträgt. Dennoch lernt er mit der Zeit bei mehreren Gelegenheiten die Zusammenarbeit mit Jax Teller zu schätzen. Zu Beginn der 3. Staffel soll er Unsers Nachfolge antreten. Dazu kommt es jedoch nicht: Als er einen Drive-By-Anschlag auf Half Sacks Beerdigungszeremonie verhindern will, wird er von dem davoneilenden Transporter überfahren. Sein Tod hat zur Folge, dass sich die Stimmung in der Bevölkerung gegen SAMCRO wendet und das Charming Police Department wenig später von den San Joaquin County Sheriffs unter der Leitung von Eli Roosevelt übernommen wird.

### Eli Roosevelt (Rockmond Dunbar)
Der Sheriff von San Joaquin County übernimmt das Police Departement von Charming nach Unsers Pensionierung. Obwohl er am Anfang teils erpresserisch versucht, Vorteile gegenüber den Sons zu erlangen, zeigt er sich, insbesondere nach der Ermordung seiner Frau, eher zurückhaltend und stellt sich als kluger, korrekter Polizist heraus, der sich zwar von den Sons nicht bestechen lässt, aber auch nicht mehr aktiv gegen sie ermittelt. Er wird am Ende der 6. Staffel von Juice erschossen, um den Mord an Tara zu verschleiern, da er die geständige Gemma neben der Leiche findet.

### Althea Jarry (Annabeth Gish)
Althea Jarry ist Roosevelts Nachfolgerin und in der 7. Staffel Sheriff in Charming. Ähnlich wie Unser, den sie häufig als Berater hinzuzieht, ist sie bereit, mit SAMCRO zusammenzuarbeiten, sofern dadurch schlimmere Verbrechen aus Charming ferngehalten werden können. Hierbei geht sie sogar so weit, dass sie Schmiergelder annimmt und eine Beziehung mit Chibs Telford beginnt, um das Vertrauen des Clubs zu gewinnen. In der letzten Folge erfolgt jedoch die Trennung, nachdem die Staatsanwältin Patterson ihr dazu rät, Berufliches und Privates stärker voneinander zu trennen.

### June Stahl (Ally Walker)
June Stahl ist eine skrupellose ATF-Agentin und in den ersten drei Staffeln die Hauptgegenspielerin von SAMCRO. Sie versucht mit allen Mitteln, den Sons of Anarchy den Waffenhandel mit der Real IRA nachzuweisen, um sie somit als kriminelle Organisation einstufen und zerschlagen zu können. Ihre manipulativen Methoden haben indirekt den Tod von Opies Frau Donna zur Folge. Zudem versucht sie, Gemma des Mordes an dem IRA-Mitglied Edmond Hayes zu beschuldigen, für dessen Tod sie selbst verantwortlich ist. Jax handelt daraufhin einen Deal mit ihr aus, in welchem er ihr Insider-Informationen über die Real IRA im Gegenzug für Gemmas Freilassung verspricht. Um Gemma entlasten zu können, tötet Stahl kaltblütig ihre eigene Partnerin und schiebt dieser anschließend den Mord an Hayes in die Schuhe. Im Finale der 3. Staffel stellen die Sons ihr mit Unsers Hilfe eine Falle, und Stahl wird in ihrem Auto von Opie erschossen. Die Tat wird als IRA-Vergeltung getarnt.

### Marcus Alvarez (Emilio Rivera)
Alvarez ist der Anführer der Mayans, einem mit den Sons zunächst bis aufs Blut verfeindeten MC, dessen Mitglieder ausschließlich Latinos sind. Er handelt mit Drogen und würde gerne in den Waffenhandel mit SAMCRO einsteigen, was jedoch einen Frieden erfordert, der anfangs sehr instabil ist. Die Figur wandelt sich vom anfänglichen Erzfeind zu einem Freund und Verbündeten der Protagonisten. Um den Frieden mit SAMCRO zu festigen, opfert er sogar seinen eigenen Sohn, welcher nach einem missglückten Angriff auf die Sons im Beisein von Alvarez von Happy erstochen wird. Im Laufe der Zeit entsteht so aus der ehemaligen Feindschaft eine enge Bindung beider Clubs, die fortan in vielen Bereichen zusammenarbeiten, und ein dauerhafter Frieden sowie eine Freundschaft zwischen Jax und Alvarez.

### Damon Pope (Harold Perrineau, Jr.)
Pope ist einer der mächtigsten Gangster Kaliforniens und beherrscht Oakland. Klein und schmächtig, sehr gepflegt und stilvoll; stets im Maßanzug, tritt er in der Maske des biederen, aber erfolgreichen Geschäftsmannes auf. Er ist der Kopf hinter den Street-Crews wie den Niners, mit denen die Sons immer wieder Ärger haben. Allerdings tritt er erst in Erscheinung, als Tig bei einem Anschlag auf den Anführer der Niners statt diesen Popes Tochter Veronica tötet. Von da an lässt er seine Leute mit äußerster Brutalität vorgehen und, ohne zu zögern, auch zwei seiner Leute umbringen, nur um zu zeigen, dass Leben und Tod in seiner Hand liegen. Um sich an Tig zu rächen, lässt er dessen Tochter in einem von oben offenen Lagerkeller in Tigs Beisein mit Benzin überschütten und steckt sie selbst in Brand. Außerdem verlangt er den Sons eine Beteiligung an einem Geschäft und schwere persönliche Opfer ab, die Jax zwangsweise bringen muss, so zum Beispiel das Leben von Opie Winston, der sich freiwillig opfert. Pope spricht stets leise, drückt sich gewählt aus und lässt sich – außer einem gelegentlichen Lächeln – keinerlei Emotionen anmerken. Am Ende der 5. Staffel wird er von Tig mit Clays Waffe erschossen.

### August Marks (Billy Brown)
August Marks ist die rechte Hand von Damon Pope. Nach dem Tod seines Mentors übernimmt er die Geschäfte von Pope’s Industries und auch die Verhandlungen mit den Sons of Anarchy. Ähnlich wie Pope tritt er als seriöser, intelligenter Geschäftsmann auf und verfügt über politischen Einfluss sowie beachtliche finanzielle Ressourcen. Er sieht es als seine Aufgabe an, die Morde an Pope und seiner Tochter zu rächen. Nachdem Jax Clay als Popes Mörder beschuldigt hat, lässt Marks ihn im Stockton Gefängnis beschützen, um ihn später selbst töten zu können. Auch fordert er als Vertrauensbeweis von Jax, dass dieser ihm Tig, den Mörder von Popes Tochter Veronica, ausliefert. Im Laufe der 6. Staffel begnadigt er Tig dann schließlich im Austausch für Waffengeschäfte mit der Real IRA und wird zu einem Geschäftspartner der Sons. In der 7. Staffel zerbricht diese Allianz, als Jax gegen Marks’ Willen einen Rachefeldzug gegen die Lin-Triaden beginnt. Um sich der Kontrolle durch August zu entziehen, beschließen die Sons, ihn und seine Crew aus dem Weg zu räumen. Marks durchschaut jedoch den Verrat und lässt Bobby von seinen Leuten entführen sowie verstümmeln. Obwohl Jax seinen Forderungen nachkommt, erschießt Marks Bobby beim geplanten Austausch, um ein Exempel zu statuieren. Dennoch gelingt es den Sons, Marks eines Mordes zu beschuldigen, was zu seiner Verhaftung führt. Als er auf Kaution freigelassen wird, wird er von Jax direkt vor dem Gerichtsgebäude erschossen.

### Romeo Parada (Danny Trejo) und Luis Torres (Benito Martinez)
Zwei vermeintliche Leutnants eines Kartells, beide sind gut ausgebildete, extrem gefährliche Ex-Militärs. Zu Beginn ihres Auftauchens behaupten sie, ausschließlich für das Gallindo-Kartell zu arbeiten, sind aber in Wirklichkeit CIA-Agenten und verhindern so auch, dass ATF und FBI die Sons aufgrund des RICO-Gesetzes verhaften können, auch wenn sie dazu einigen Leuten ihre Identität offenlegen müssen. Dennoch sind sie keine guten Jungs, sie töten ohne zu zögern jeden, der ihren Zielen im Weg steht. Ihre Beziehung zu den Sons ist wechselhaft, da sowohl Jax und Bobby als später auch Clay über die Angehörigkeit zur CIA im Bilde sind.

### Galen O’Shay (Timothy V. Murphy)
Galen (irisch Galaan geschrieben) ist ein Vertreter der IRA, der zusammen mit seinem Partner Connor Malone für den Waffenvertrieb in Nordkalifornien zuständig ist. Galen ist kein Freund der Sons, was sich bei mehreren Gelegenheiten zeigt, als er z. B. bei einem Waffentest die Motorräder der anwesenden Sons zerstört und später auch zwei Mitglieder des Clubs tötet, als ihm Jax klarmacht, dass er die Hände vom Club zu lassen habe. Er trennt seinen Opfern die Hände ab (ein makaberes Wortspiel mit „Hände weg!“) und flieht nach Nordirland. Als die Sons Connor dingfest machen können, glauben sie noch an eine friedliche Lösung und lassen ihn am Leben, setzen ihn aber fest. Trotzdem versuchen die Kings der IRA kurz darauf, den Club mit einer Bombe auszulöschen, was jedoch durch eine Beobachtung von Jax gerade noch verhindert werden kann: er findet einen Kugelschreiber mit dem irischen Kleeblatt im Clubhaus, den der Lieferant der Bombe vergessen hatte. Galen wird gegen Ende der 6. Staffel von Jax mit einem Kopfschuss getötet, die Tat wird dem ebenfalls toten Clay Morrow angelastet. Connor rückt an seine Stelle auf.

### Henry Lin (Kenneth Choi)
Henry Lin ist der Anführer einer chinesischen Triade, der das erste Mal auf den Plan tritt, als die Sons auf Ottos Bitte hin seinen früheren Buchhalter Chuck Marstein beschützen. Da Chucky Lin bestohlen hat, fordert dieser seine Auslieferung und kommt schließlich mit SAMCRO ins Geschäft. Bis zur 6. Staffel verläuft das Verhältnis zwischen den Sons und den Triaden weitgehend friedlich. Als Jax jedoch den Waffenhandel mit der IRA an August Marks abgeben möchte, dessen Expansionspläne die Waffengeschäfte der Lin-Triaden gefährden, zerfällt das Bündnis. Nachdem Lins Onkel Bohai den Sons ein Ultimatum stellt und Happy als Geisel nimmt, wird er zusammen mit seinen Leuten von den Sons und den mit Marks alliierten One-Niners umgebracht, was Henry zu einem Bündnis mit den Mayans und den Byz-Lats veranlasst. Gemma nutzt dies zu Beginn der 7. Staffel aus, um einen von Lins Männern als Taras Mörder zu identifizieren. In dem Glauben, Henry habe die Ermordung seiner Frau befohlen, lässt Jax die Sons wiederholt Anschläge auf die Triaden verüben und stiehlt auch deren Waffen und Drogen. Von Barosky über den Rachefeldzug der Sons informiert, holt sich Henry die gestohlenen Waffen aus dem Lagerhaus der Sons zurück, wobei das Clubmitglied West zu Tode kommt. Um Jax zu schaden, ordnet er zudem das Massaker in Neros Bordell „Diosa“ an, das 17 unbeteiligte Menschen das Leben kostet. Dies veranlasst Barosky dazu, erneut die Seiten zu wechseln und Lin und seine Männer im Auftrag der Sons durch seine korrupten Cops in einen Hinterhalt zu locken. Jax konfrontiert ihn daraufhin überraschend mit der Ermordung von Tara und es kommt zum Zweikampf. Bevor Jax Rache nehmen kann, trifft jedoch die richtige Polizei ein und nimmt Lin und den Großteil seiner Handlanger fest. Jax beauftragt daraufhin Juice damit, sich inhaftieren zu lassen und Lin im Gefängnis zu ermorden. Mit Hilfe der Aryan Brotherhood gelingt es Juice, Henry in einem Kellerraum zu verhören, wobei dieser Baroskys Rolle als Informant aufdeckt. Obwohl er weiß, dass die Triaden nicht für Taras Ermordung verantwortlich waren, ersticht Juice Lin im Anschluss an das Verhör. Am Ende der 7. Staffel werden die noch freien Mitglieder der Lin-Triaden von SAMCRO und den Niners beseitigt, womit die Organisation in Stockton endgültig ihren Einfluss verliert.

### Charles „Charlie“ Barosky (Peter Weller)
Barosky ist ein undurchsichtiger Ex-Polizist aus Stockton, der wegen Korruption gefeuert wurde und jetzt davon lebt, die Geschäfte anderer Gangs zu decken und mit Informationen zu handeln. Zur Tarnung betreibt er eine Bäckerei. Er hat selbst eine Art Gang, bestehend aus korrupten Polizisten niederer Dienstränge, die er mit Erpressung und Bestechung an sich band. Er ist darauf bedacht, Gewalt aus seinem Bereich heraus- oder, wenn dies nicht möglich ist, geheim zu halten. Jax und er gehen eine Art Zweckgemeinschaft ein, um einander zu helfen, haben aber nur wenig Vertrauen zueinander. Am Ende der 7. Staffel stellt sich heraus, dass Barosky das Waffenlager der Sons gegen Bezahlung an die Lin-Triaden verraten hat, was den Tod eines Clubmitglieds, das Diosa-Massaker sowie indirekt die Ermordung des fälschlicherweise verdächtigten Nevada-Charter-Präsidenten Jury White zur Folge hat. Da ihm nicht klar ist, dass die Sons über seinen Verrat informiert sind, kehrt er nach kurzer Abwesenheit wieder in seinen Laden zurück, wo er von Jax Teller vor Zeugen erschossen wird.

### Lenny „The Pimp“ Janowitz (Sonny Barger)
Lenny „The Pimp“ ist der Verbindungsmann im Stockton Prison für die Sons Of Anarchy und Gründungsmitglied („First 9“) der Sons. Er gibt wichtige Infos und führt Verhandlungen im Gefängnis für SAMCRO.

### Die Wahewas
Die Wahewas sind ein Indianerstamm, deren Reservat direkt an die Stadtgrenzen von Charming stößt. Anfangs wurden sie nur erwähnt, doch als Opie und Half Sack bei einer Rückholung nach einer nicht bezahlten Autoreparatur auf große Mengen selbst hergestellter Munition in dem Wagen stoßen, machen die Sons auch Geschäfte mit ihnen. Da die Munition hochwertig und nicht zu einem bekannten Hersteller zurückverfolgbar ist, erfreut sie sich bei Kunden großer Beliebtheit. Auch die Hochzeit von Opie und Lyla findet im Reservat statt, da die Polizei von Charming dieses nicht betreten darf. Bei dieser Gelegenheit schalten die Sons die kalifornische Sektion der Russenmafia aus. Als die Russen daraufhin das Reservat überfallen, soll einer von ihnen nach dem Willen der Wahewas von Ameisen bei lebendigem Leib gefressen werden. Die Wahewas sind ein für die Serie erdachter Stamm, aber bei einigen Gelegenheiten wird von einer Zugehörigkeit zu den Apachen gesprochen.

### Die Obdachlose (Olivia Burnette)
Eine obdachlose, verwirrt wirkende Frau Mitte 30, die in jeder Staffel auftaucht. Sie schiebt einen Einkaufswagen vor sich her, in dem sich meistens Lebensmittel, Puppen und Plüschtiere befinden. Sie hat zwar direkt nichts mit den Sons zu tun, aber lebt in deren Umfeld. Auffällig ist, dass immer dann, wenn sie auftaucht, kurz darauf eine wichtige Figur der Serie stirbt. In der letzten Folge sagt sie zu Jax, auf dessen Frage, wer sie eigentlich sei, nur, dass es nun an der Zeit wäre, und verschwindet.

## Besetzung und Synchronisation
Die deutsche Synchronisation entstand nach einem Synchronbuch unter der Dialogregie von Martin Keßler durch die Synchronfirma Arena Synchron GmbH in Berlin. Bei der Synchronisation tritt Martin Keßler selbst auch in Erscheinung, als Synchronstimme der Figur Happy.
| Rollenname                    | Schauspieler/in          | Bild                         | Hauptrolle | Nebenrolle           | Synchronsprecher/in |
| ----------------------------- | ------------------------ | ---------------------------- | ---------- | -------------------- | ------------------- |
| Jackson „Jax“ Teller          | Charlie Hunnam           | Charlie Hunnam (2010)        | 1.01–7.13  |                      | Björn Schalla       |
| Gemma Teller Morrow           | Katey Sagal              | Katey Sagal (2010)           | 1.01–7.13  |                      | Traudel Haas        |
| Robert „Bobby Elvis“ Munson   | Mark Boone Jr.           | Mark Boone Junior (2010)     | 1.01–7.09  |                      | Jörg Hengstler      |
| Alexander „Tig“ Trager        | Kim Coates               | Kim Coates (2012)            | 1.01–7.13  |                      | Torsten Michaelis   |
| Filip „Chibs“ Telford         | Tommy Flanagan           | Tommy Flanagan (2012)        | 1.01–7.13  |                      | Wolfgang Wagner     |
| Kip „Half Sack“ Epps          | Johnny Lewis             | Johnny Lewis (2007)          | 1.01–2.13  |                      | Leonhard Mahlich    |
| Dr. Tara Knowles              | Maggie Siff              | Maggie Siff (2012)           | 1.01–6.13  |                      | Bianca Krahl        |
| Clarence „Clay“ Morrow        | Ron Perlman              | Ron Perlman (2006)           | 1.01–6.11  |                      | Tilo Schmitz        |
| Harry „Opie“ Winston          | Ryan Hurst               | Ryan Hurst (2012)            | 2.01–5.04  | 1.01–1.13            | Tobias Kluckert     |
| Piermont „Piney“ Winston      | William Lucking          |                              | 2.01–4.11  | 1.01–1.13            | Jürgen Kluckert     |
| Juan Carlos „Juice“ Ortiz     | Theo Rossi               | Theo Rossi (2012)            | 2.01–7.12  | 1.01–1.13            | Marcel Collé        |
| Chief Wayne Unser             | Dayton Callie            | Dayton Callie (2014)         | 3.01–7.13  | 1.02–2.13            | Uli Krohm           |
| Neron „Nero“ Padilla          | Jimmy Smits              | Jimmy Smits (2016)           | 6.01–7.13  | 5.01–5.13            | Matthias Klie       |
| Wendy Case                    | Drea de Matteo           | Drea de Matteo (2005)        | 7.01–7.13  | 1.01–1.13, 4.11–6.13 | Kerstin Draeger     |
| Happy Lowman                  | David Labrava            | David Labrava (2014)         | 7.01–7.13  | 1.01–6.13            | Martin Keßler       |
| George „Ratboy“ Skogstrom     | Niko Nicotera            | Niko Nicotera (2014)         | 7.01–7.13  | 4.01–6.13            | Bastian Sierich     |
| Marcus Alvarez                | Emilio Rivera            | Emilio Rivera (2018)         |            | 1.01–7.13            | Abelardo Decamilli  |
| Ernest Darby                  | Mitch Pileggi            | Mitch Pileggi (2013)         |            | 1.01–6.04            | Erich Räuker        |
| Laroy Wayne                   | Tory Kittles             |                              |            | 1.01–4.13            | Dennis Schmidt-Foß  |
| Deputy Chief David Hale       | Taylor Sheridan          |                              |            | 1.01–3.01            | Oliver Siebeck      |
| Luann Delaney                 | Dendrie Taylor           |                              |            | 1.01–2.08            | Denise Gorzelanny   |
| Donna Winston                 | Sprague Grayden          | Sprague Grayden (2009)       |            | 1.01–1.12            | Julia Kaufmann      |
| Elliott Oswald                | Patrick St. Esprit       |                              |            | 1.03–6.09            | Frank Röth          |
| Agent Joshua Kohn             | Jay Karnes               |                              |            | 1.03–1.09            | Oliver Feld         |
| Chuck „Chucky“ Marstein       | Michael Ornstein         |                              |            | 1.05–7.13            | Stefan Gossler      |
| Henry Lin                     | Kenneth Choi             |                              |            | 1.05–7.11            | Sebastian Schulz    |
| Otto „Big“ Delaney            | Kurt Sutter              | Kurt Sutter (2012)           |            | 1.05–6.04            | Robert Missler      |
| Agent June Stahl              | Ally Walker              |                              |            | 1.06–3.13            | Bettina Weiß        |
| Cameron Hayes                 | Jamie McShane            |                              |            | 1.08–3.03            | Viktor Neumann      |
| Obdachlose Frau               | Olivia Burnette          |                              |            | 1.12-7.13            |                     |
| Jacob Hale, Jr.               | Jeff Kober               | Jeff Kober (2015)            |            | 2.01–6.07            | Jürgen Heinrich     |
| Ethan Zobelle                 | Adam Arkin               | Adam Arkin                   |            | 2.01–2.13            | Martin Umbach       |
| AJ Weston                     | Henry Rollins            | Henry Rollins (2016)         |            | 2.01–2.13            | Michael Lott        |
| Lyla Winston                  | Winter Ave Zoli          | Winter Ave Zoli (2014)       |            | 2.02–7.13            | Anita Hopt          |
| Ima Tite                      | Kristen Renton           |                              |            | 2.02–6.01            |                     |
| Margaret Murphy               | McNally Sagal            |                              |            | 2.04–6.10            | Silvia Mißbach      |
| James „Jimmy“ O’Phelan        | Titus Welliver           | Titus Welliver (2015)        |            | 2.10–3.13            | Oliver Stritzel     |
| Herman Kozik                  | Kenny Johnson            | Kenny Johnson (2007)         |            | 2.12–4.11            | Markus Pfeiffer     |
| Maureen Ashby                 | Paula Malcomson          | Paula Malcomson              |            | 3.01–3.11            | Irina von Bentheim  |
| Taddarius Orwell „T.O.“ Cross | Michael Beach            | Michael Beach                |            | 3.02–7.13            |                     |
| Hector Salazar                | Jose Pablo Cantillo      | Jose Pablo Cantillo (2015)   |            | 3.02–3.12            | Nico Mamone         |
| Father Kellan Ashby           | James Cosmo              | James Cosmo (2014)           |            | 3.02–3.11            | Wolfgang Condrus    |
| Ally Lowen                    | Robin Weigert            |                              |            | 3.03–6.09            | Victoria Sturm      |
| Trinity Ashby                 | Zoe Boyle                |                              |            | 3.03–3.11            | Anne Helm           |
| Philip „Filthy Phil“ Russell  | Christopher Douglas Reed |                              |            | 3.04–6.04            | Tino Kießling       |
| Deputy Sheriff Cane           | LaMonica Garrett         |                              |            | 4.01–7.04            |                     |
| Lieutenant Eli Roosevelt      | Rockmond Dunbar          | Rockmond Dunbar (2014)       |            | 4.01–6.13            |                     |
| Lincoln „Linc“ Potter         | Ray McKinnon             |                              |            | 4.01–4.14            | Marcus Off          |
| Romero „Romeo“ Parada         | Danny Trejo              | Danny Trejo (2009)           |            | 4.02–5.12            | Thomas Wolff        |
| Luis Torres                   | Benito Martinez          |                              |            | 4.02–5.12            | Leon Boden          |
| Tyler Yost                    | Mo McRae                 |                              |            | 5.01–7.13            |                     |
| August Marks                  | Billy Brown              |                              |            | 5.01–7.13            | Sascha Rotermund    |
| Damon Pope                    | Harold Perrineau         | Harold Perrineau, Jr. (2007) |            | 5.01–5.13            | Axel Malzacher      |
| Venus Van Dam                 | Walton Goggins           | Walton Goggins (2015)        |            | 5.05–7.13            |                     |
| Rane Quinn                    | Rusty Coones             |                              |            | 5.09–7.13            |                     |
| Lee Toric                     | Donal Logue              | Donal Logue (2014)           |            | 5.11–6.04            | Michael Iwannek     |
| Charles „Charlie“ Barosky     | Peter Weller             | Peter Weller (2014)          |            | 6.01–7.13            | Ekkehardt Belle     |
| Colette Jane                  | Kim Dickens              | Kim Dickens (2015)           |            | 6.01–7.05            |                     |
| Tyne Patterson                | CCH Pounder              | CCH Pounder (2007)           |            | 6.02–7.13            |                     |
| Brooke Putner                 | Hayley McFarland         | Hayley McFarland (2011)      |            | 6.09–7.12            |                     |
| Lieutenant Althea Jarry       | Annabeth Gish            | Annabeth Gish                |            | 7.02–7.13            |                     |

## Ausstrahlung

### Vereinigte Staaten
In den USA wurde die erste Staffel zwischen dem 3. September und dem 26. November 2008 auf dem Kabelsender FX Network ausgestrahlt. Die zweite Staffel wurde vom 8. September bis zum 1. Dezember 2009 gesendet. Die Ausstrahlung der dritten Staffel fand zwischen dem 7. September 2010 und dem 30. November 2010 statt. Die vierte Staffel wurde zwischen dem 6. September und 6. Dezember 2011 ausgestrahlt. Am 11. September 2012 begann die Ausstrahlung der fünften Staffel, die am 4. Dezember 2012 endete. Die nachfolgende sechste Staffel hatte am 10. September 2013 Premiere und lief bis zum 10. Dezember 2013.
Mit der siebten Staffel, die am 9. September 2014 Premiere hatte, wurde die Serie beendet.

### Deutschland
Für Deutschland hat sich die ProSiebenSat.1 Media die Rechte an der Serie gesichert. Ab dem 19. Januar 2012 wurde die Serie vorab auf der Videoplattform MyVideo, welche ebenfalls zur ProSiebenSat.1-Gruppe gehört, gezeigt. Dort wurden die Episoden der ersten Staffel binnen fast zwei Wochen bereits von über einer Million Zuschauer angesehen. Die Fernsehausstrahlung sollte dann ab Juli 2012 auf ProSieben erfolgen, was aber wieder verworfen wurde. Die erste Staffel wurde vom 6. November bis 18. Dezember 2012, die zweite Staffel vom 19. März bis 30. April 2013 bei Kabel eins gesendet. Die Ausstrahlung der dritten Staffel begann am 30. April und endete am 11. Juni 2013 bei Kabel eins. Danach hat die Serie den Sender gewechselt und wurde vom 23. April bis zum 28. August 2014 bei ProSieben Maxx mit der vierten Staffel fortgesetzt. Die Ausstrahlung der fünften Staffel war vom 12. September bis zum 4. Oktober 2014 auf ProSieben Maxx zu sehen. Die Ausstrahlung der sechsten Staffel war vom 13. Februar bis zum 1. Mai 2015 bei ProSieben Maxx zu sehen. Die finale siebte Staffel wurde vom 23. bis zum 26. Dezember 2015 ausgestrahlt.

## Musik zur Serie
Der Soundtrack zur Serie entstand großteils unter Beteiligung der in Los Angeles ansässigen Studio-Rockband The Forest Rangers. Einige Gesangsparts übernahm der Sänger und Saxophonist Curtis Stigers – darunter auch den Titelsong der Serie, das Hardrock-Bluesstück This Life. Weitere Titel (wie zum Beispiel den Billie-Holiday-Hit Strange Fruit) sang Katey Sagal, die Darstellerin der Gemma in der Serie. Das Songrepertoire besteht großteils aus Neueinspielungen bekannter Rock- und Popnummern aus den 1960ern und frühen 1970ern – unter anderem von Dusty Springfield (Son of a Preacher Man), den Rolling Stones (Gimme Shelter), Bob Dylan (Girl from the North Country und The Times They Are a-Changin’ – letzteres in einer spanischsprachigen Version), Leonard Cohen (Bird on a Wire) und Creedence Clearwater Revival (Travelin Band). Außerdem wurde der Song House of the Rising Sun von The Animals in Folge 14 „Machtwechsel“ in der 4. Staffel der Sons of Anarchy in der gecoverten Version von White Buffalo und das Original von The Passenger von Iggy Pop verwendet.
Weiter am Soundtrack beteiligt waren die Indie-Rock-Sängerin Alison Mosshart, die kanadische Metal-Band Anvil und die texanische Hardrockgruppe Lions. Zusätzlich zum Einsatz kamen Stücke von Metallica, der Bostoner Folkpunk-Band Dropkick Murphys und der Singer-Songwriterin Audra Mae (Forever Young). Der Serien-Titelsong This Life war 2009 Kandidat für den Emmy Award in der Rubrik Herausragender Titelsong. Zusätzlich zur Standardversion spielten Stigers und die Forest Rangers eine Celtic-Version ein. Innerhalb der Serie kam diese in der zweiten Hälfte von Staffel 3 zum Einsatz – den Folgen, die in der nordirischen Hauptstadt Belfast sowie im nordirischen Umland spielen. Die Soundtrack-CD enthält Stücke der Staffeln 1 bis 4. Darüber hinaus erschienen einige EPs mit zum Teil weiterem Material.

## Rezension

### Medienresonanz
Sowohl in den USA selbst als auch international erhielt die Serie überwiegend gute, zum Teil sogar überschwängliche Kritiken. Als Pluspunkte wurden vor allem zwei Dinge hervorgehoben: der Realismus der Serie, der die aktuelle wirtschaftlich-gesellschaftliche Situation in den USA aufgreift sowie die Hamlet-Konstellation im Serien-Plot. Als beeindruckend und gut gespielt werteten zahlreiche Rezensenten die von Katey Sagal gespielte Rolle der Gang-Matriarchin Gemma Teller Morrow. Regelmäßig wiesen Rezensenten auf andere anspruchsvoll-realistische Thrillerserien hin, mit denen Sons of Anarchy gleichzöge. David Hinckley, Kritiker der in New York erscheinenden Tageszeitung Daily News, verglich die Serie mit der Mafiaserie Die Sopranos und wertete sie als handwerklich gut gemachte Hardboiled-Geschichte. SFGate, die Webseite des San Francisco Chronicle, wies darüber hinaus auf personelle Verbindungslinien zu anderen anspruchsvollen Unterhaltungsserien im aktuellen US-Fernsehen hin. Der Rezensent bezog sich dabei insbesondere auf die Polizeiserie The Shield, an der Sons-of-Anarchy-Autor Kurt Sutter ebenfalls mitgewirkt hatte.
Von den Schauspielern der Serie erhielt vor allem Katey Sagal herausragende Kritiken. Die Berliner tageszeitung schrieb: „Und nun spielt Sagal also die Anarcho-Bikerin Gemma – eine der stärksten Charaktere, die derzeit im Fernsehen zu sehen sind. Gemma ist ein ‚badass character‘, eine echt krasse Type. Eine Frau in ihren Fünfzigern, die in ihren knappen Biker-Outfits trotzdem nicht lächerlich wirkt. Sie ist die Strippenzieherin hinter den dubiosen Geschäften der ‚Sons Of Anarchy‘, und zwar nicht nur, weil sie die Frau des Präsidenten ist. Ihre Ziele setzt sie durch, notfalls mit der Waffe in der Hand.“ Für bemerkenswert hielten zahlreiche Rezensionen die Rückgriffe auf Stoffe von William Shakespeare – insbesondere die beiden Tragödien Hamlet und Macbeth. Tagesspiegel-Autor Andreas Kötter hob in seiner Wertung der Serie vor allem den gelungenen Brückenschlag zwischen klassischem Drama, dem großen amerikanischen Entwicklungsroman und aktuellen Serien wie etwa Boardwalk Empire und The Wire hervor. Kötter schloss seine Rezension mit der Feststellung, dass das US-Fernsehen derzeit die besten Geschichten erzähle.
Die Zeit sah im Erfolg der Serie einen Trend hin zu Themen aus dem White Trash: „Die Serie passt in das gegenwärtige Amerika der Rezession und Desillusion, Helden sucht man hier vergeblich. Der harte Kern der ‚Sons‘ ist ein ziemlich trister Club alter Männer. Der Vietnam-Veteran Piney Winston trägt einen Sauerstoffschlauch in der Nase, der fettleibige Robert Munson verdient sich ein Zubrot als Elvis-Imitator, der Rest der Truppe besteht aus relativ unterbelichteten Gestalten aus dem White-Trash-Milieu. Die Neulinge, Prospects, werden so lange gedemütigt, bis sie irgendwann den Sprung zum Mitglied geschafft haben und selbst nach unten treten können. Frauen kommen im Club nur als Serviererinnen vor, die den Motorradjungs jederzeit zu Willen sind.“ Die Süddeutsche Zeitung machte als Ursache für den Erfolg der Serie ebenfalls die offen zutage tretenden hässlichen Seiten der Protagonisten aus. Anders als in anderen, vergleichbaren Serien werde gar nicht erst der Versuch unternommen, illegale Betätigungen zu rechtfertigen. Angesichts dessen sei es das Geheimnis der Serie, dass sie den Zuschauer dazu brächte, die Protagonisten trotz ihrer Taten ein bisschen zu mögen.
Eine der wenigen Zeitungen mit eher kritischer Haltung zur Serie war die Wochenzeitung Jungle World. In ihrer allwöchentlichen Kolumne „dschungel“ stellte sie das anhaltende Medieninteresse an den Outlaw Motorcycle Gangs als typischen Medienhype hin und zog nach einem Kurztext zum Serieninhalt das lapidare Fazit: „Wer da noch auf der Suche nach Idealen ist, hat es wirklich schwer.“ Der Branchendienst Quotenmeter.de wertete die Serie als untauglich für sanftere Gemüter, aufgrund ihrer Brutalität als eher abschreckend für weibliche Zuschauer und letztlich als massengeschmacks-inkompatibel. Resümee des Branchendienstes: „Auch wenn die Geschichten endlich mal ungewöhnlich, die Charaktere tiefschichtig und glaubhaft sind […], geht ‚Sons of Anarchy‘ am Massengeschmack vorbei. Wer sich vor dieser Thematik aber nicht zurückschreckt, gerne auf unverblümtes Erzählen steht und es zudem noch mag, wenn langhaarige Kerle mit Kippe im Mund auf ihren Harleys durch die Gegend fahren (ohne Helm, versteht sich), der ist bei der US-Serie vollkommen richtig.“
Das Szenemagazin der deutschen Rocker Bikers News geriet nach Berichten über die Fernsehserie wiederholt in die Kritik ihrer Leser, die sich als wahre Biker empfinden und die Schauspieler nur für Darsteller der MC-Szene. Dennoch greift die Zeitschrift das Thema immer wieder auf. Wohl aus Jux, aber auch um die Szene zu besänftigen, hat die Zeitschrift das Label „Sons Of Arthrose“ eingeführt, das optisch sehr leicht verwechselbares Merchandising zur US-Serie enthält. Würden Motorradclubs bei der Wahl ihrer Colours (Rückenpatch) untereinander ähnliche (und damit verwechselbare) Motive verwenden, hätte man „emotionalen Gesprächsbedarf“ – ganz wie in der US-Serie SoA.

### Auszeichnungen
Katey Sagal wurde für ihre Darstellung der Gemma 2010 für den Satellite Award und Television Critics Association Award nominiert und gewann 2011 einen Golden Globe.

## Trivia
- In wiederkehrenden Nebenrollen treten insgesamt acht Schauspieler auf, die auch in der ebenfalls von Kurt Sutter produzierten Serie The Shield Hauptfiguren verkörperten: Neben Jay Karnes als ATF-Agent Joshua Kohn (Taras Stalker), Kenny Johnson als SAMCRO-Mitglied Herman Kozik, David Rees Snell als FBI-Agent Grad Nicholas, Benito Martinez als Kartell-Mitglied bzw. verdeckter CIA-Ermittler Luis Torres, Walton Goggins als Venus Van Dam und CCH Pounder als Staatsanwältin Tyne Patterson sind in Staffel 3, Folge 5 David Marciano als Chicken Man und in den letzten beiden Episoden auch Michael Chiklis als Trucker Milo zu sehen. Chiklis spielte in „The Shield“ den Antihelden Vic Mackey, einen korrupten und gewalttätigen Polizisten.
- Sonny Barger (Lenny „The Pimp“ Janowitz), David Labrava (Happy Lowman) und Chuck Zito (Frankie Diamonds) stehen mit dem originalen Hells Angels MC in Verbindung. Barger war prominentes und einflussreiches Mitglied der Hells Angels und Gründer des Charters Oakland, Labrava und Zito sind ehemalige Mitglieder des Clubs.
- Das ehemalige Hells-Angels-Mitglied Chuck Zito verklagte 2010 den produzierenden Sender FX auf Schadensersatz, weil er sich – so der Vorwurf – Teile eines von ihm entwickelten Serienkonzepts unrechtmäßig angeeignet habe.[30]
- In der zweiten Staffel hat Steve „Lips“ Kudlow der kanadischen Metal-Band Anvil einen Gastauftritt.
- Henry Rollins, ehem. Sänger der US-Punkband Black Flag, spielt A.J. Weston, er ist einer von zwei Hauptgegnern in der zweiten Staffel und ein hochrangiges Mitglied der Aryan Brotherhood.
- Die Chefin von Tara Knowles, Margaret Murphy, die ab der zweiten Staffel zu sehen ist, wird gespielt von McNally Sagal. Sie ist die Schwägerin von Katey Sagal, die Gemma spielt.
- In der dritten und siebten Staffel hat Altstar Hal Holbrook eine Gastrolle als Gemmas Vater Nate.
- Stephen King tritt in Episode 3 der dritten Staffel als freiberuflicher „Cleaner“ namens Bachman auf, um in Nates Haus eine Leiche verschwinden zu lassen. King hat unter dem Pseudonym Richard Bachman mehrere Romane veröffentlicht.
- In Staffel 4 ist David Hasselhoff in einer kleinen Rolle zu sehen. „The Hoff“ spielt Dondo, einen Ex-Pornostar und Produzent von Erotikfilmen. Er war mit Luann Delaney befreundet und hilft den Sons dabei, ihren Mörder Georgie Caruso (Tom Arnold) zu finden.
- In der fünften Staffel hat die Sängerin und Schauspielerin Ashley Tisdale einen Gastauftritt als Emma Jean, ein Escort-Girl von Nero Padilla.
- Der Produzent Kurt Sutter spielte in der Serie bis zur vierten Folge der sechsten Staffel den im Gefängnis sitzenden Otto „Big“ Delaney.
- RoboCop Peter Weller spielt ab der sechsten Staffel einen korrupten Ex-Polizisten.
- In der sechsten und siebten Staffel tritt in je einer Episode Robert Patrick als President des San Bernardino Chapters auf.
- Marilyn Manson spielt in der siebten und letzten Staffel eine wiederkehrende Gastrolle als lokaler Anführer der Aryan Brotherhood.
- In Staffel 1, Folge 4 (41:46) wird im Krankenhaus „Schwester Lori Nelson“ über die Lautsprecher ausgerufen. Dies ist eine Anspielung auf die Serie Scrubs, diese wird dort in fast jeder Folge ausgerufen.

## DVD-Veröffentlichungen
Vereinigte Staaten
- Staffel 1 erschien am 18. August 2009
- Staffel 2 erschien am 31. August 2010
- Staffel 3 erschien am 30. August 2011
- Staffel 4 erschien am 28. August 2012
- Staffel 5 erschien am 27. August 2013
- Staffel 6 erschien am 26. August 2014
- Staffel 7 erschien am 24. Februar 2015

Großbritannien
- Staffel 1 erschien am 22. Februar 2010
- Staffel 2 erschien am 16. August 2010
- Staffel 3 erschien am 10. Oktober 2011
- Staffel 4 erschien am 8. Oktober 2012
- Staffel 5 erschien am 30. September 2013
- Staffel 6 erschien am 1. September 2014
- Staffel 7 erschien am 2. März 2015

Deutschland
- Staffel 1 erschien am 22. März 2013
- Staffel 2 erschien am 26. Juli 2013
- Staffel 3 erschien am 6. Dezember 2013
- Staffel 4 erschien am 19. September 2014
- Staffel 5 erschien am 26. Februar 2015
- Staffel 6 erschien am 23. Juli 2015
- Staffel 7 erschien am 7. April 2016

Soundtracks
- 2009: Sons of Anarchy: North Country (iTunes-EP)
- 2009: Sons of Anarchy: Shelter (iTunes-EP)
- 2010: Sons of Anarchy: The King Is Gone (iTunes-EP)
- 2011: Songs of Anarchy: Music from Sons of Anarchy Seasons 1–4 (Columbia Records)
- 2012: Sons of Anarchy: Songs of Anarchy Vol. II (Columbia Records)
- 2013: Songs of Anarchy Vol. 3 (Columbia Records)